# Teatro Principal (Zamora)
El Teatro Principal de Zamora és una sala d'espectacles situada en els números 1-3 del carrer de Sant Vicenç, de Zamora, (Castella i Lleó). El 2006, la ciutat va commemorar el IV Centenari de l'antic Corral de comèdies de Zamora. El Teatre Principal n'és l'hereu directe.